# CODLAG-Antrieb

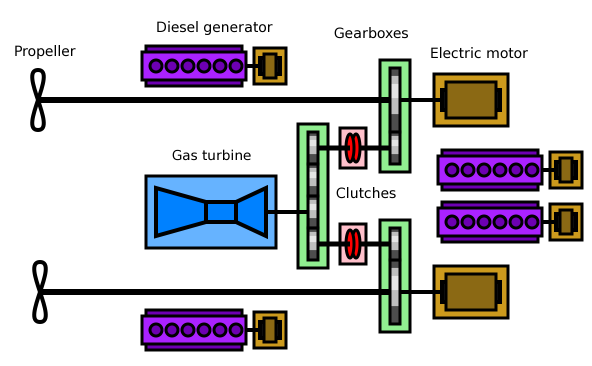
Prinzip des CODLAG-Antriebssystems

Der CODLAG-Antrieb (COmbined DieseleLectric And Gas) ist eine Antriebsart, bei der Dieselgeneratoren Strom für die Elektrofahrmotoren liefern und zum Erreichen der Höchstgeschwindigkeit eine Gasturbine zugeschaltet wird. Dieses System wird in der Fregatte F125 der Deutschen Marine verwendet.
Vorteil dieses Systems ist, dass nur noch ein Typ von Dieselgeneratoren für die gesamte Stromversorgung des Schiffes eingebaut wird, was den Wartungs- und Instandsetzungsaufwand minimiert.
Im Unterschied dazu wird ein System von Dieselmotoren oder Gasturbinen, die nur Strom für die Fahrmotoren erzeugen und keine mechanische Verbindung mit den Schraubenwellen besitzen, nicht als CODLAG, sondern als Integrierter elektrischer Antrieb (englisch Integrated electric propulsion (IEP) bzw. Integrated full electric propulsion (IFEP)) bezeichnet.